# Automorf getal
In de wiskunde is een automorf getal een getal waarvan het kwadraat "eindigt" op het getal zelf. Zo is 5 een automorf getal, want 52 = 25 dat eindigt op een 5, evenals 76, want 762 = 5776 en 890625 omdat 8906252 = 793212890625.
De eerste automorfe getallen zijn: 0, 1, 5, 6, 25, 76, 376, 625, 9376, 90625, 109376, 890625, 2890625, 7109376, 12890625, 87109376, 212890625, 787109376, 1787109376, 8212890625, 18212890625, 81787109376, 918212890625, 9918212890625
Gegeven een {\displaystyle k}-cijferig automorf getal {\displaystyle n>1}, wordt een ten hoogste {\displaystyle 2k}-cijferig automorf getal {\displaystyle n'} gevonden met de formule
{\displaystyle n'=3\cdot n^{2}-2\cdot n^{3}{\pmod {10^{2k}}}}
Bijvoorbeeld wordt bij {\displaystyle n=6} het automorfe getal {\displaystyle n'} gevonden dat gelijk is aan:
{\displaystyle n'=108-432{\pmod {100}}=76}
Voor {\displaystyle k>1} zijn er ten hoogste twee automorfe getallen met {\displaystyle k} cijfers, een eindigend op 5 en een eindigend op 6. (Voor {\displaystyle k=1} zijn er drie.) Een van hen heeft de vorm
{\displaystyle n\equiv 0{\pmod {2^{k}}},n\equiv 1{\pmod {5^{k}}}},
de ander heeft de vorm
{\displaystyle n\equiv 1{\pmod {2^{k}}},n\equiv 0{\pmod {5^{k}}}}
De som van de twee is {\displaystyle 10^{k}+1}.
Elk getal bestaande uit de laatste {\displaystyle k} cijfers ({\displaystyle k\leq 1000}) van het volgende 1000-cijferige getal is een automorf getal:
{\displaystyle {\begin{matrix}12781&25400&13369&00860&34889&08436&40238&75765&93682&19796\\26181&91783&35204&92704&19932&48752&37825&86714&82789&05344\\89744&01426&12317&03569&95484&19499&44461&06081&46207&25403\\65599&98271&58835&60350&49327&79554&07419&61849&28095&20937\\53026&85239&09375&62839&14857&16123&67351&97060&92242&42398\\77700&75749&55787&27155&97674&13458&99753&76955&15862&71888\\79415&16307&56966&88163&52155&04889&82717&04378&50802&84340\\84412&64412&68218&48514&15772&99160&34497&01789&23357&96684\\99144&73895&66001&93254&58276&78000&61832&98544&26232&82725\\75561&10733&16069&70158&64984&22229&12554&85729&87933&71478\\66323&17240&55157&56102&35254&39949&99345&60808&38011&90741\\53006&00560&55744&81870&96927&85099&77591&80500&75416&42852\\77081&62011&35024&68060&58163&27617&16767&65260&93752&80568\\44214&48619&39604&99834&47280&67219&06670&41724&00942&34466\\19781&24266&90787&53594&46166&98508&06463&61371&66384&04902\\92193&41881&90958&16595&24477&86184&61409&12878&29843&84317\\03248&17342&88865&72737&66314&65191&04988&02944&79608&14673\\76050&39571&96893&71467&18013&75619&05546&29968&14764&26390\\39530&07319&10816&98029&38509&89006&21665&09580&86381&10005\\57423&42323&08961&09004&10661&99773&92256&25991&82128&90625\\\end{matrix}}}
Door het gevonden getal van {\displaystyle 10^{k}+1} af te trekken vinden we het andere {\displaystyle k}-cijferige automorfe getal.